# Reginald Fletcher
Reginald Fletcher, baron Winster (ur. 27 marca 1885, zm. 7 czerwca 1961 w Uckfield w East Sussex) – brytyjski polityk i urzędnik kolonialny, członek Izby Gmin, minister oraz gubernator Cypru.
W czasie pierwszej wojny światowej służył w Royal Navy.
W latach 1923–1924 deputowany do brytyjskiej Izby Gmin z okręgu wyborczego Basingstoke z ramienia Partii Liberalnej. Później przeszedł do Partii Pracy i jako jej polityk był posłem z okręgu wyborczego Nuneaton.
W 1942 otrzymał tytuł pierwszego barona Winster, i jednocześnie tytuł parowski wraz z prawem zasiadania w Izbie Lordów. Od 1945 członek Tajnej Rady.
Minister lotnictwa cywilnego w rządzie Clementa Attleego w latach 1945–1945.
Następnie w latach 1946–1949 gubernator Cypru.
Zmarł w 1961 roku, po jego śmierci tytuł barona Winster został zlikwidowany.